# Kingo Tatsuno
Kingo Tatsuno (jap. 辰野 金吾 Tatsuno Kingo; ur. 13 października 1854, zm. 25 marca 1919) – architekt japoński. 
Urodził się w samurajskiej rodzinie domeny w Karatsu w prowincji Hizen (obecnie prefektura Saga) na Kiusiu. W 1879 roku został jednym z pierwszych absolwentów Wydziału Budownictwa wyższej szkoły inżynierskiej o nazwie Kōbu Daigakkō (później Wydział Inżynierski Uniwersytetu Tokijskiego). 
W 1880 roku udał się do Anglii, gdzie studiował projektowanie architektoniczne w Royal Academy of Arts. Do Japonii powrócił trzy lata później. W 1884 roku został profesorem macierzystej uczelni, gdzie uczył projektowania do 1902 roku. 
Po odejściu z uczelni utworzył prywatną pracownię architektoniczną wraz z Manji Kasai w Tokio w 1903 roku, a z Yasushi Kataoką w Osace w 1905 roku.
Pozostawił po sobie wiele znaczących budowli, m.in.: główną siedzibę Banku Japonii (1890), halę sportową Ryōgoku Kokugikan (1909), Dworzec Tōkyō (1914).

## Galeria

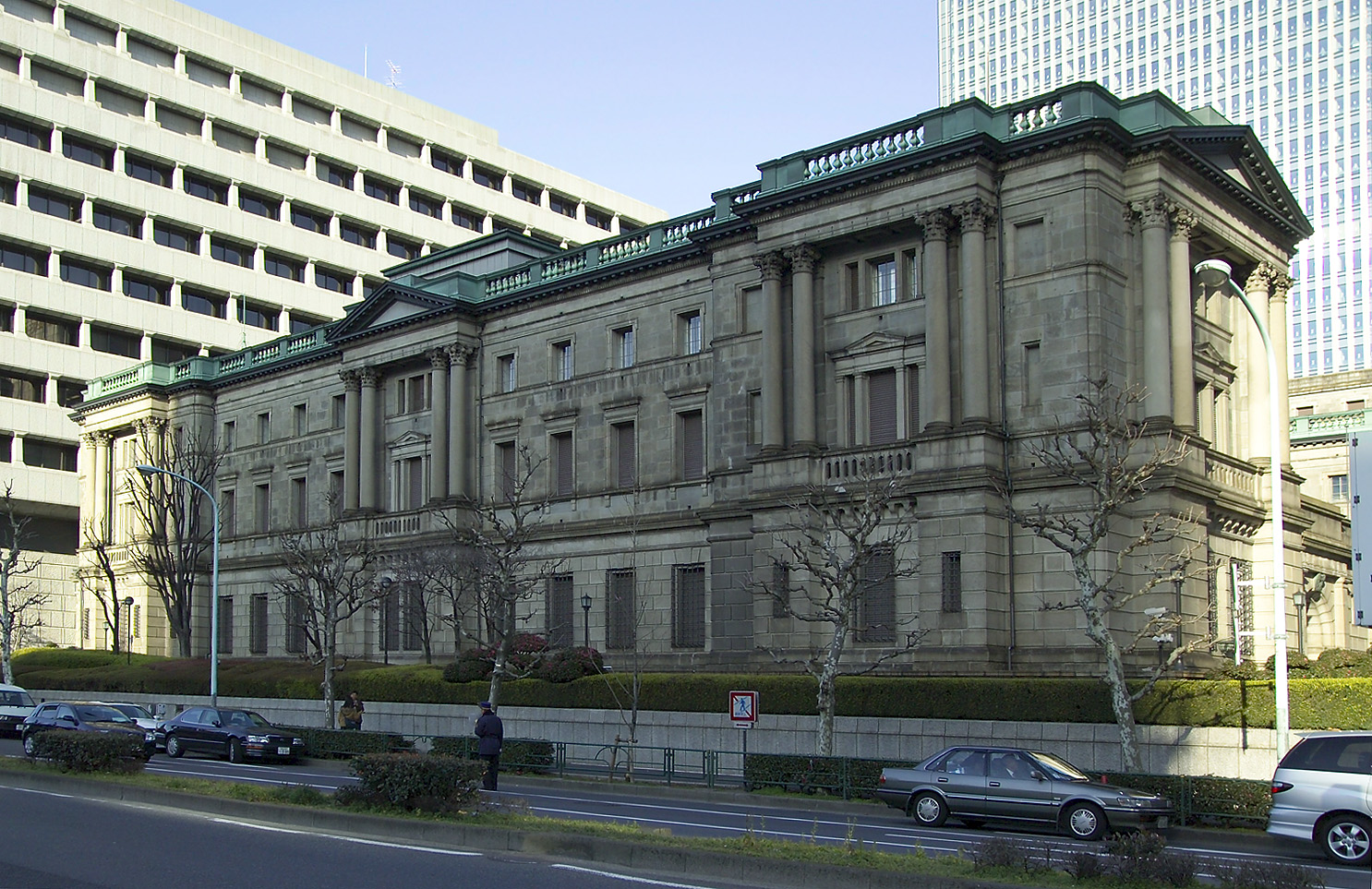
Bank Japonii, Tokio
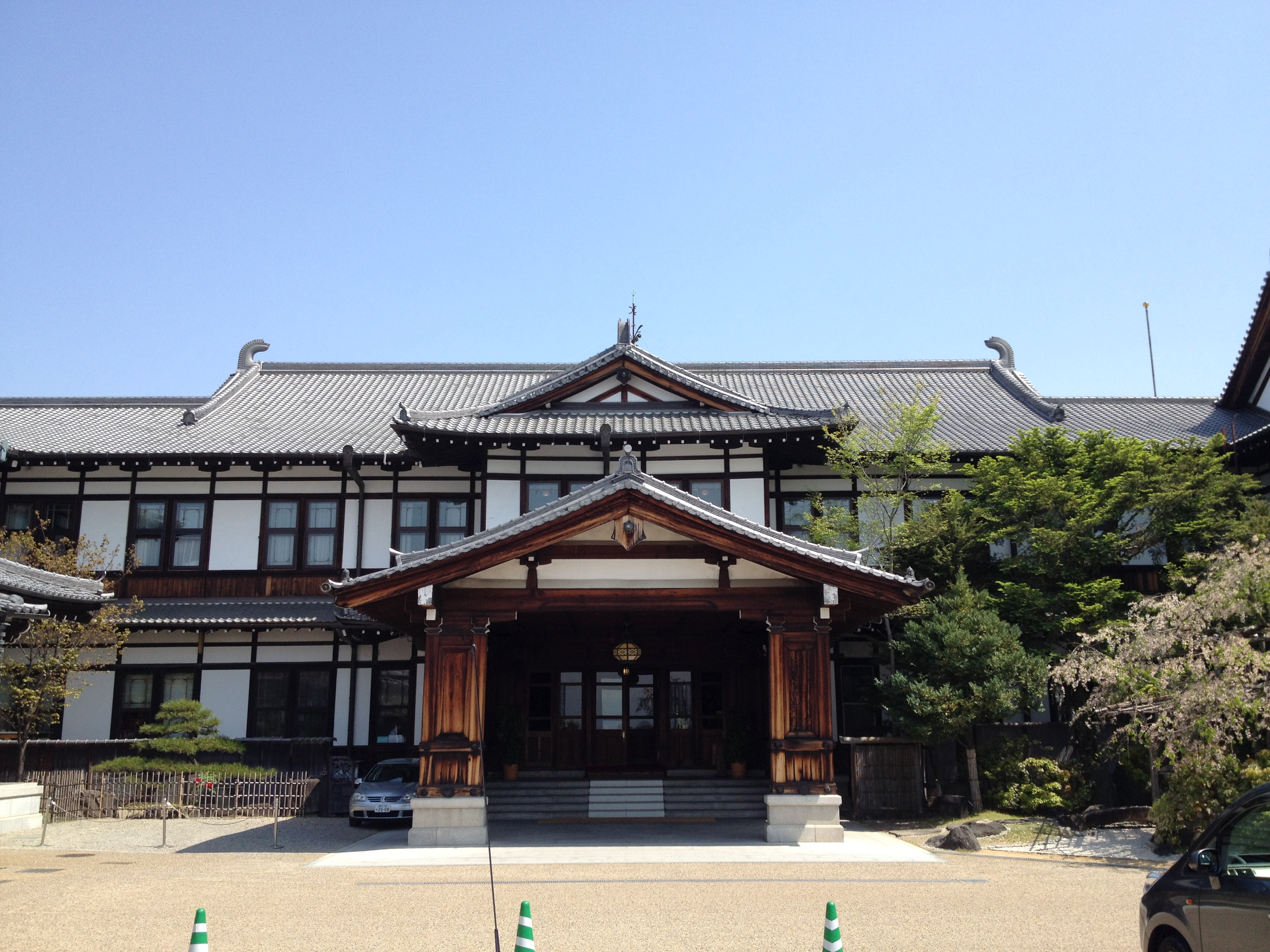
Nara Hotel w Nara
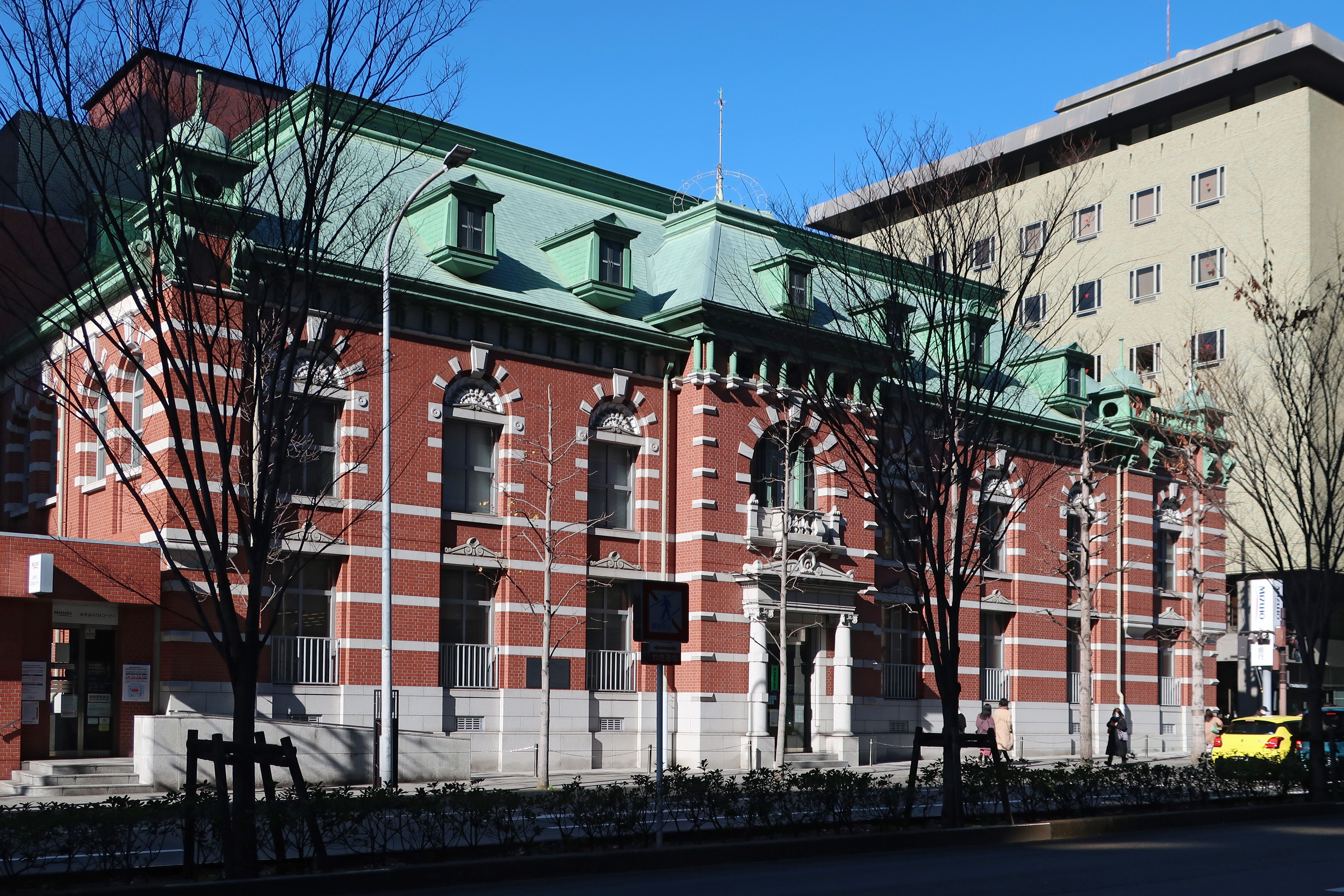
Daiichi Kangyō Bank, Kioto
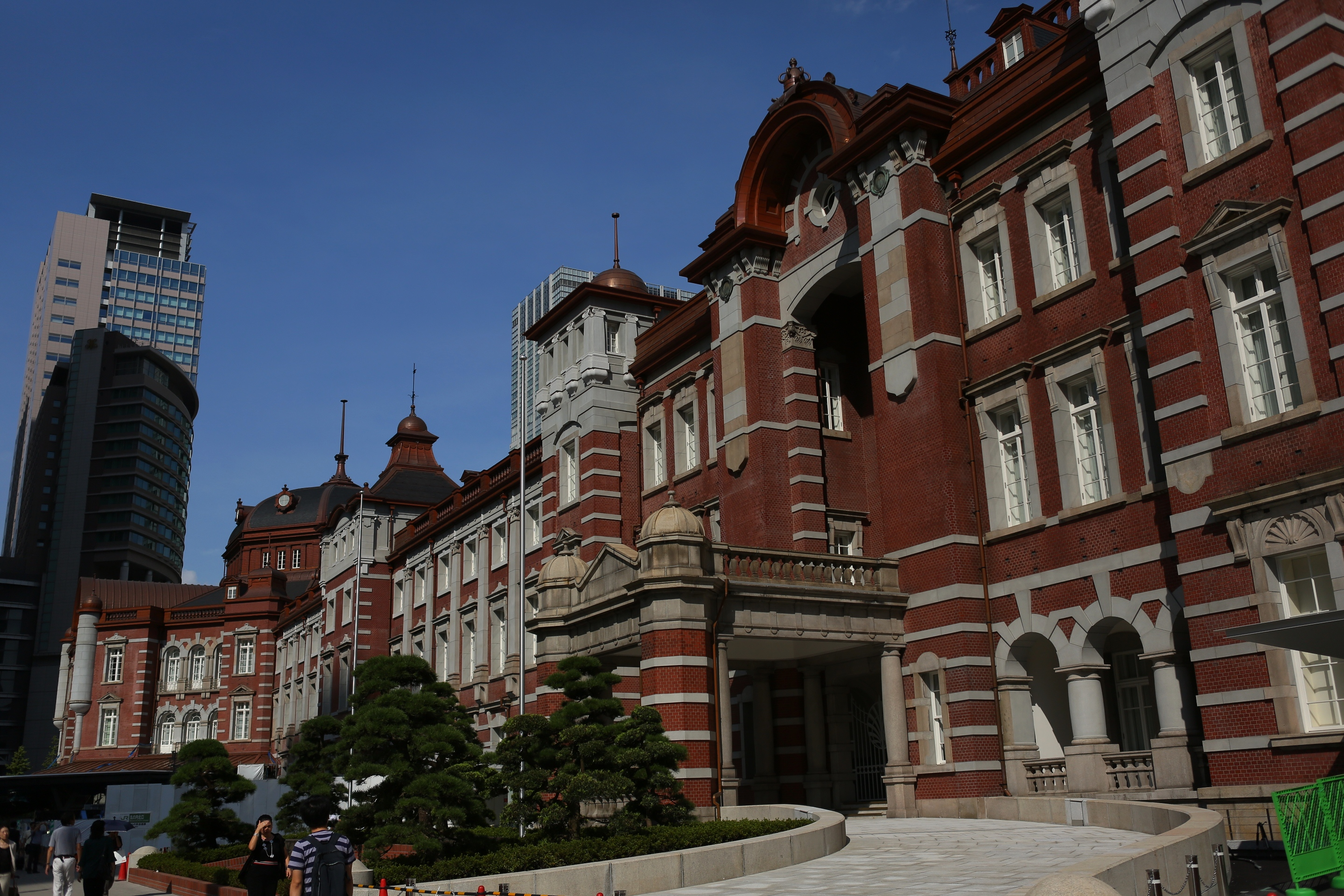
Dworzec Tōkyō